# Attentat manqué en Allemagne de 2006
L'attentat manqué du 31 juillet 2006 en Allemagne est une attaque terroriste islamiste déjouée dans laquelle deux hommes avaient placé deux valises remplies de bombes dans des trains de banlieue régionaux en Allemagne. Les bombes, parties de la gare centrale de Cologne, devaient exploser près de Hamm ou de Dortmund et près de Coblence. Selon les enquêteurs allemands, elles auraient « causé la mort de centaines de personnes à une échelle bien plus grande que les attaques terroristes dans le métro et les bus de Londres en juillet 2005 ». Cependant, en raison d'un défaut de construction, les bombes n'ont pas réussi à s'enflammer, même si les détonateurs ont fonctionné. Selon le procureur allemand, à l'époque, l'Allemagne n'avait « jamais été aussi proche d'un attentat islamiste que dans cette affaire ».
Les enquêteurs allemands soupçonnent rapidement une organisation terroriste d'être à l'origine du complot. Les enquêtes ont révélé que deux Libanais étaient à l'origine des tentatives d'attentats. Jihad Hamad, qui avait fui au Liban après les tentatives d'attentats, a été condamné à douze ans de prison à Beyrouth en 2007. Youssef Mohamad el-Hajdib, arrêté à Kiel le 19 août, a été condamné en 2008 à la prison à vie en Allemagne pour les tentatives d'attentats. Des soupçons subsistent quant à l'implication du frère de l'un des condamnés, Saddam el-Hajdib, un membre haut placé du Fatah al-Islam qui a été tué lors de combats avec l'armée libanaise avant d'avoir pu être jugé par un tribunal.
Dans un rapport de 2007, l'agence Europol a qualifié l'attaque de terrorisme islamique.

## Suspects

### Youssef Mohamad El Hajdib
El Hajdib, âgé de 21 ans, a été arrêté à la gare centrale de Kiel le 19 août 2006. Deux semaines plus tard, dans le cadre du procès terroriste de Vollsmose, on a appris qu'il tentait de se rendre au Danemark et qu'il avait dans sa poche le téléphone de l'imam d'Odense, Abou Bachar. Bachar a nié connaître El Hajdib. Le 9 décembre 2008, El Hajdib a été condamné à la prison à vie par un tribunal allemand pour tentative de meurtre et tentative d'explosion. Après avoir purgé sa peine, il sera déporté en Égypte. En 2020, El Hajdib a été extradé vers le Liban.

### Jihad Hamad
Hamad, âgé de 20 ans, s'est enfui au Liban après l'attentat manqué où il a tenté de s'y cacher avec sa famille. Il s'est rendu aux autorités libanaises à Beyrouth quelques jours après l'arrestation d'El Hajdib[réf. nécessaire]. Sa famille vit à Al-Kobbe près de Tripoli. Dans sa jeunesse, Jihad fréquentait une école chrétienne. Jihad est venu à Essen en Allemagne pour vivre avec son oncle, étudier et travailler. Jihad a avoué avoir déposé les bagages dans les trains mais a affirmé qu'il ne savait pas qu'il s'agissait d'une bombe. Il a également déclaré qu'El Hajdib et lui avaient fait des recherches sur Internet sur la manière de préparer des attaques qui provoqueraient des souffrances accrues. Hamad a déclaré aux interrogateurs libanais qu'El Hajdib considérait la controverse sur les caricatures de Mahomet du Jyllands-Posten comme une attaque du monde occidental contre l'islam. Une autre motivation était l’assassinat du chef d’Al-Qaïda en Irak, Abou Moussab al-Zarqaoui, le 7 juin 2006, par les forces américaines. Hamad et El Hajdib vivaient ensemble à Cologne. Hamad a été condamné en décembre 2007 à douze ans de prison avec travaux forcés à Beyrouth.

### Autres suspects
- Saddam el-Hajdib, le frère de Youssef Mohamad El Hajdib et membre haut placé du groupe Fatah al-Islam, était aussi soupçonné d'avoir contribué à planifier un attentat grave. Il a été tué lors de combats entre le Fatah al-Islam et les forces armées libanaises en mai 2007.
- Ayman Hawa, âgé de 20 ans au moment des faits et originaire du Akkar, arrêté le 28 août 2006 par les autorités libanaises.
- Khaled Khair-Eddin el-Hajdib - arrêté au Liban par les autorités.[Quand ?]
- Khalil al-Boubou, arrêté au Liban par les autorités.[Quand ?]